# Biserica de lemn din Popești, Vaslui

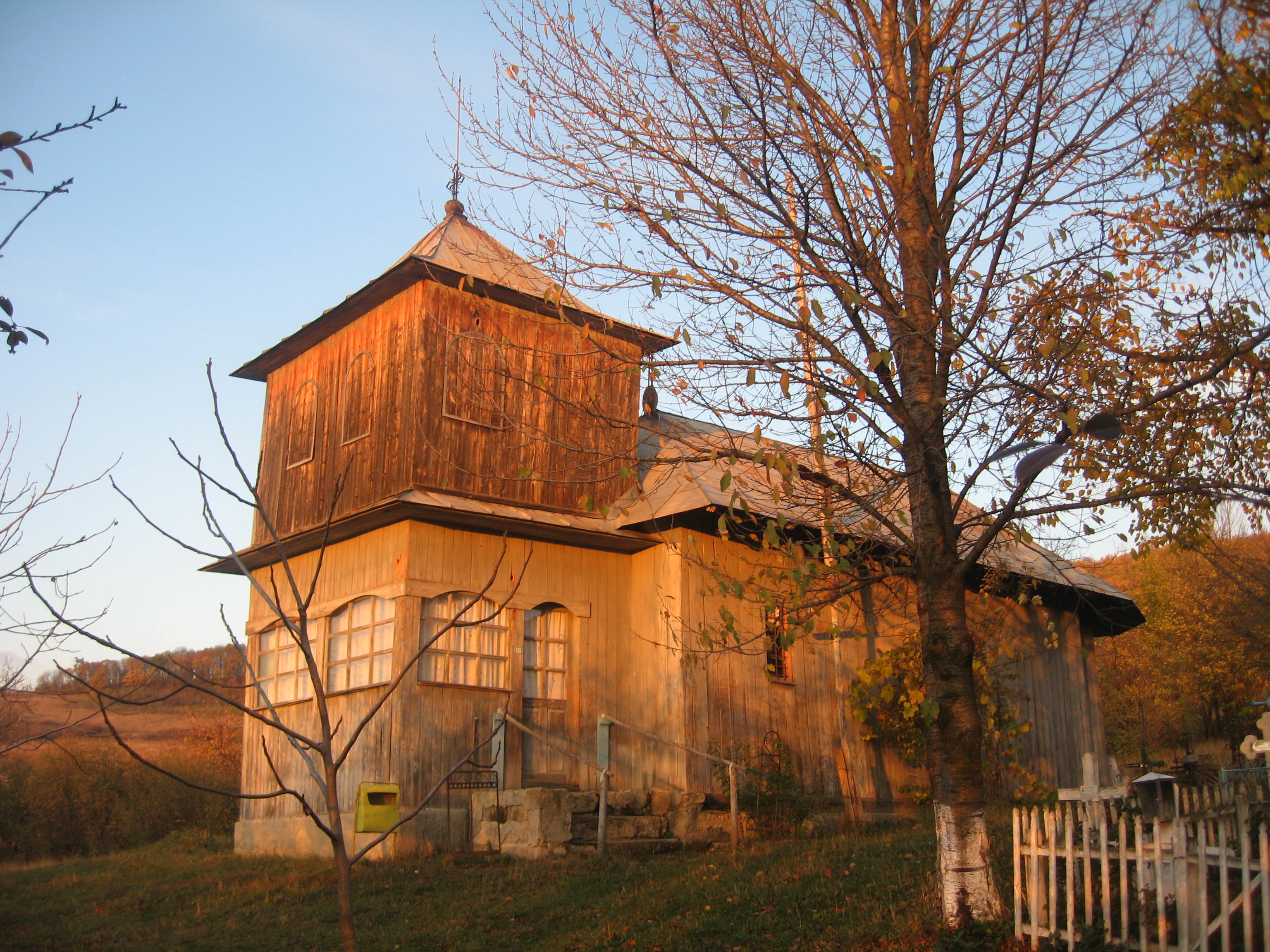
Biserica de lemn din Popeşti.

Biserica de lemn cu hramul Tăierea Capului Sf. Ioan Botezătorul din Popești a fost construită în anul 1793 în satul Popești din comuna Miclești (aflată în județul Vaslui, la limita nordică a acestuia). Ea se află localizată în cimitirul aflat în partea de nord-est a satului, la circa 500 metri. 
Biserica de lemn din Popești a fost inclusă pe Lista monumentelor istorice din județul Vaslui din anul 2015, având codul de clasificare  VS-II-m-B-06868. 

## Istoric
Biserica de lemn din Popești a fost construită în anul 1793 în punctul Boldești, fiind ctitorită de spătarul Dimitrie Miclescu (proprietarul moșiei Miclești) și soția sa, Ileana. Ea a fost strămutată pe locul actual în secolul al XIX-lea, ocazie cu care a fost refăcută. 
De-a lungul timpului, biserica a duferit mai multe lucrări de restaurare: în 1943 a fost reparată, apoi în anul 1953 a fost căptușită cu scândură și învelită cu tablă. 
În prezent, satul dispune de o biserică nouă.

## Arhitectura bisericii
Biserica de lemn din Popești este construită în totalitate din bârne de brad masiv, care au fost placate ulterior cu scânduri de culoare albastră. Inițial acoperită cu șindrilă, ea are astăzi învelitoare din tablă.

## Imagini

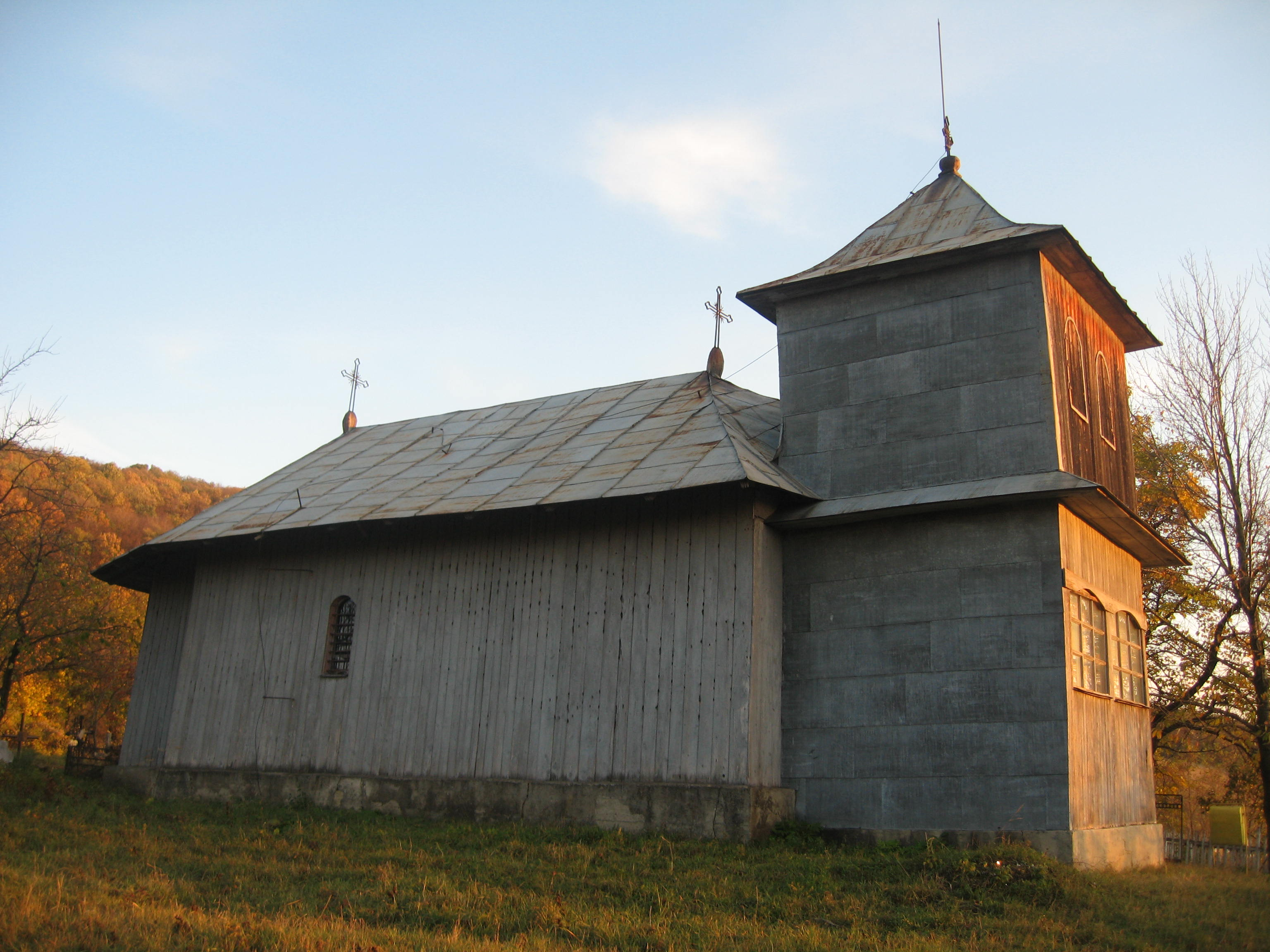
Biserica văzută de pe latura de nord
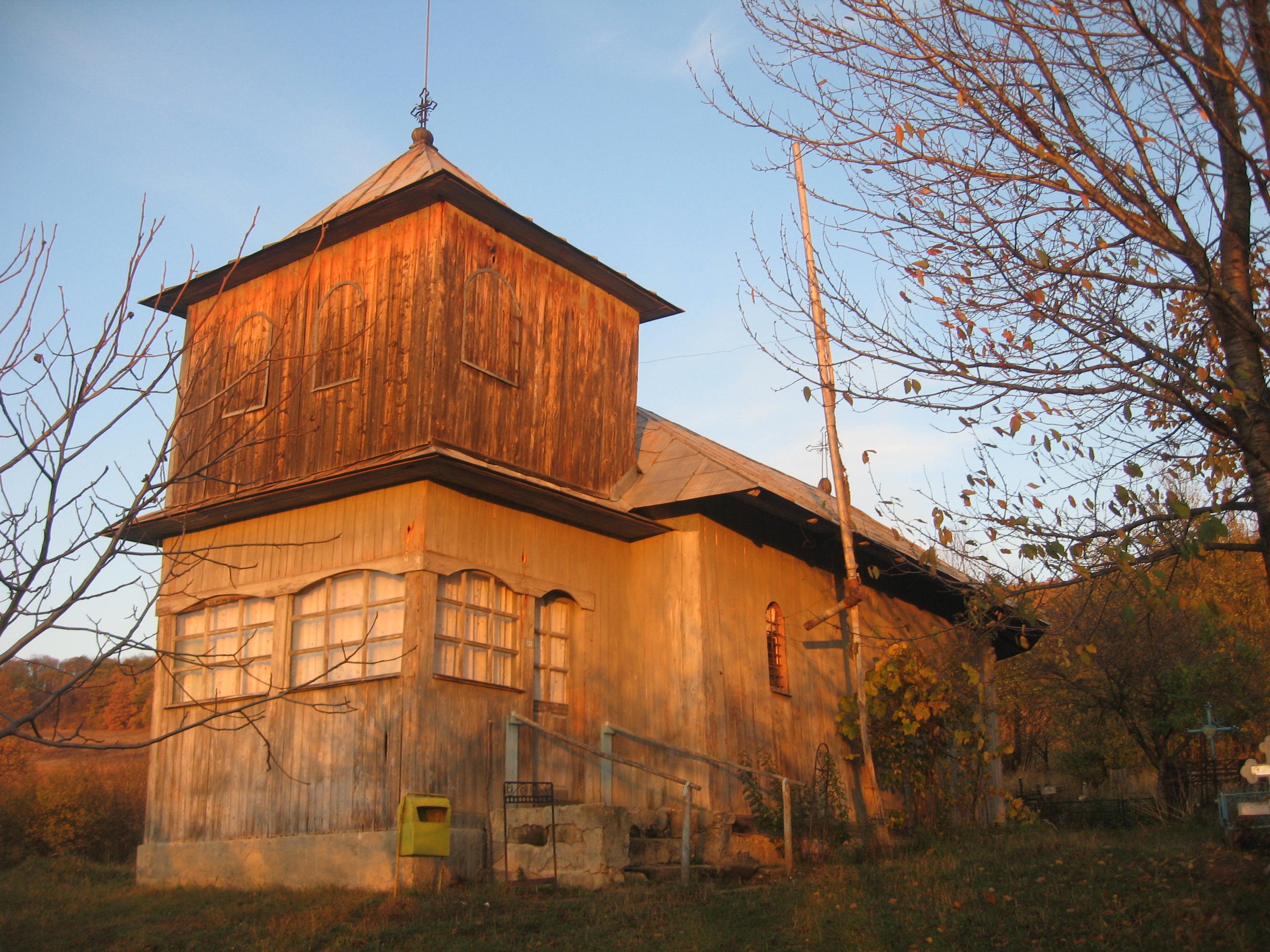
Biserica văzută dinspre sud-vest
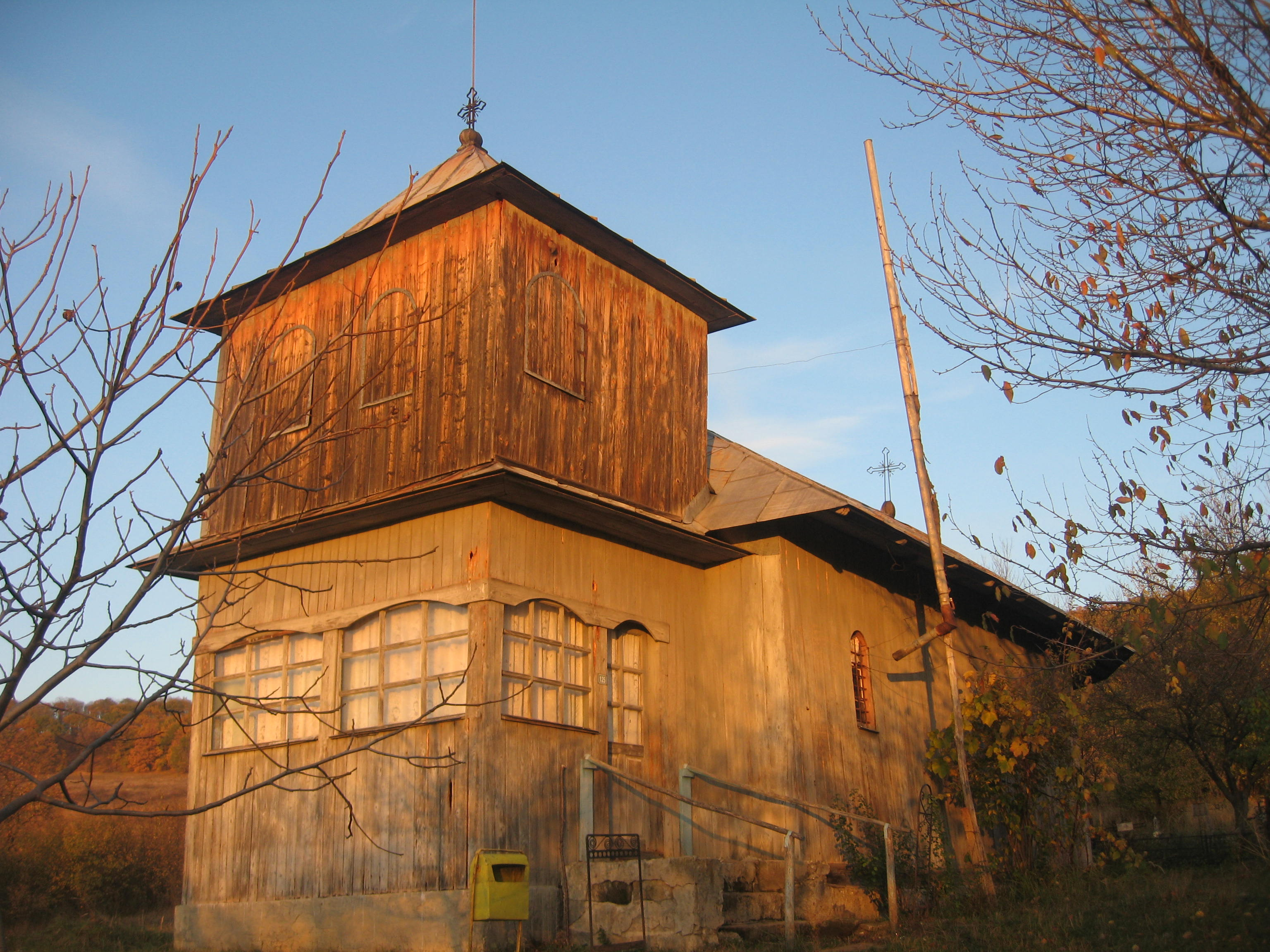
Biserica văzută dinspre sud-vest
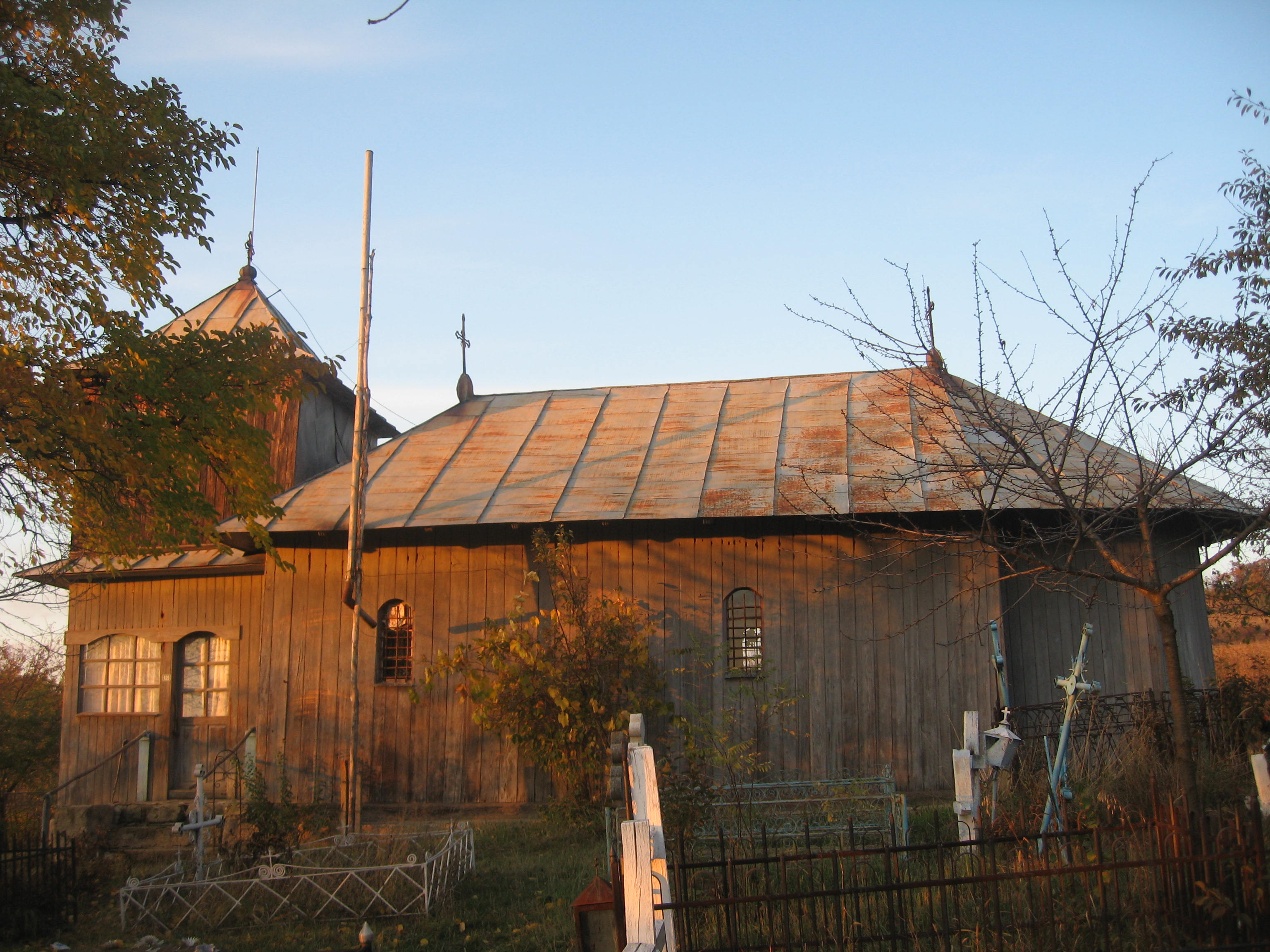
Biserica văzută de pe latura de sud
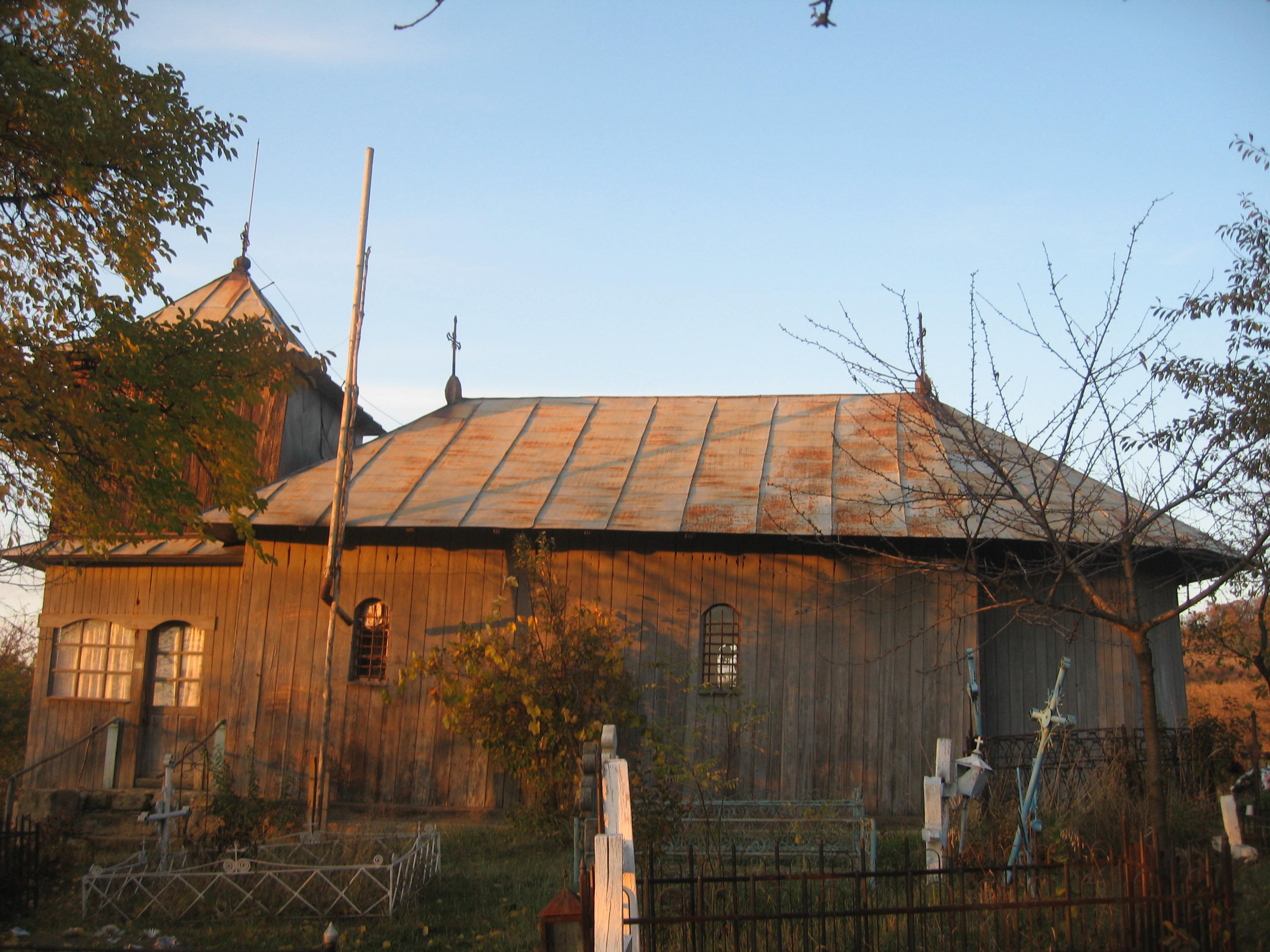
Biserica văzută de pe latura de sud
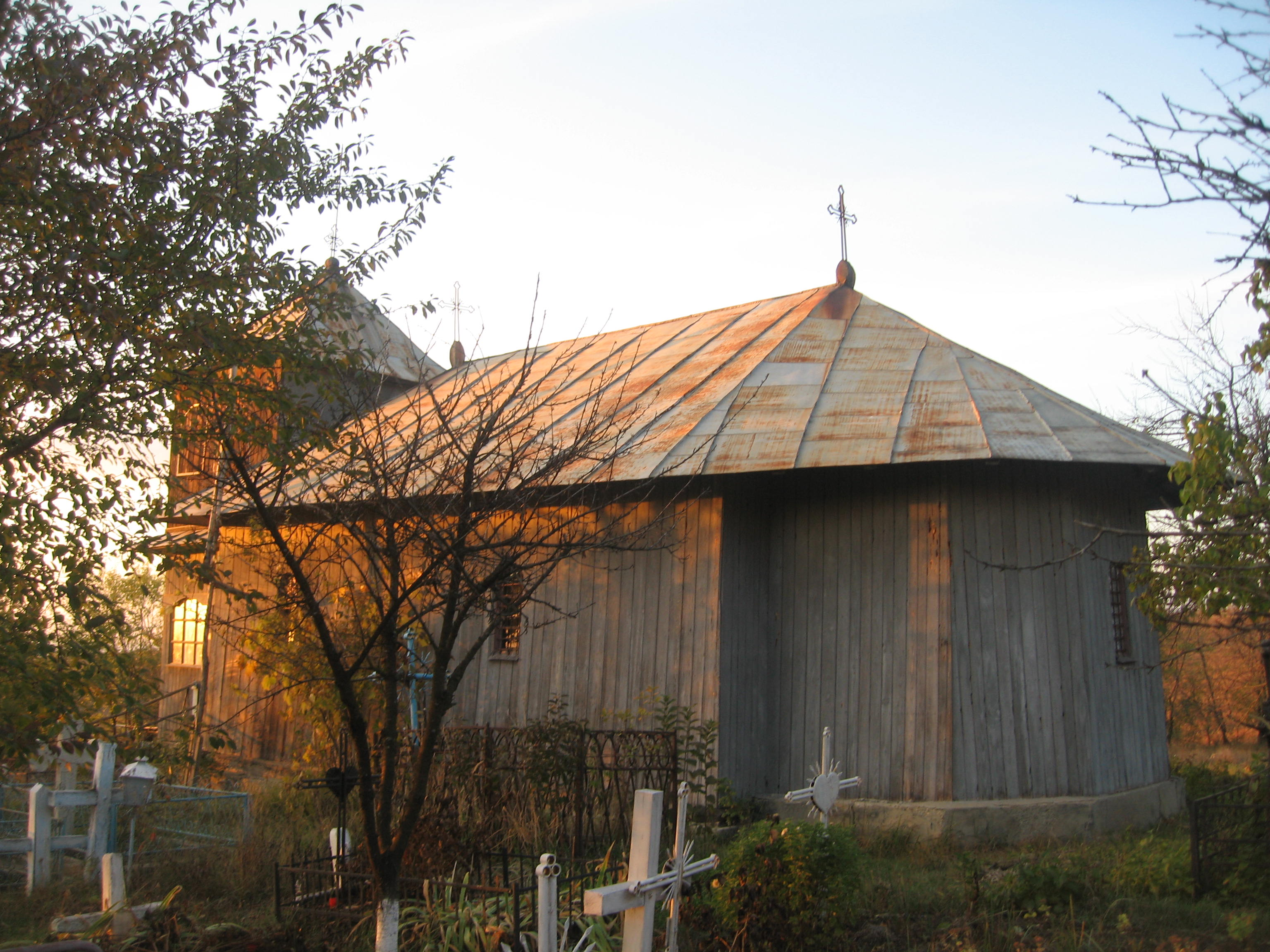
Biserica văzută dinspre sud-est
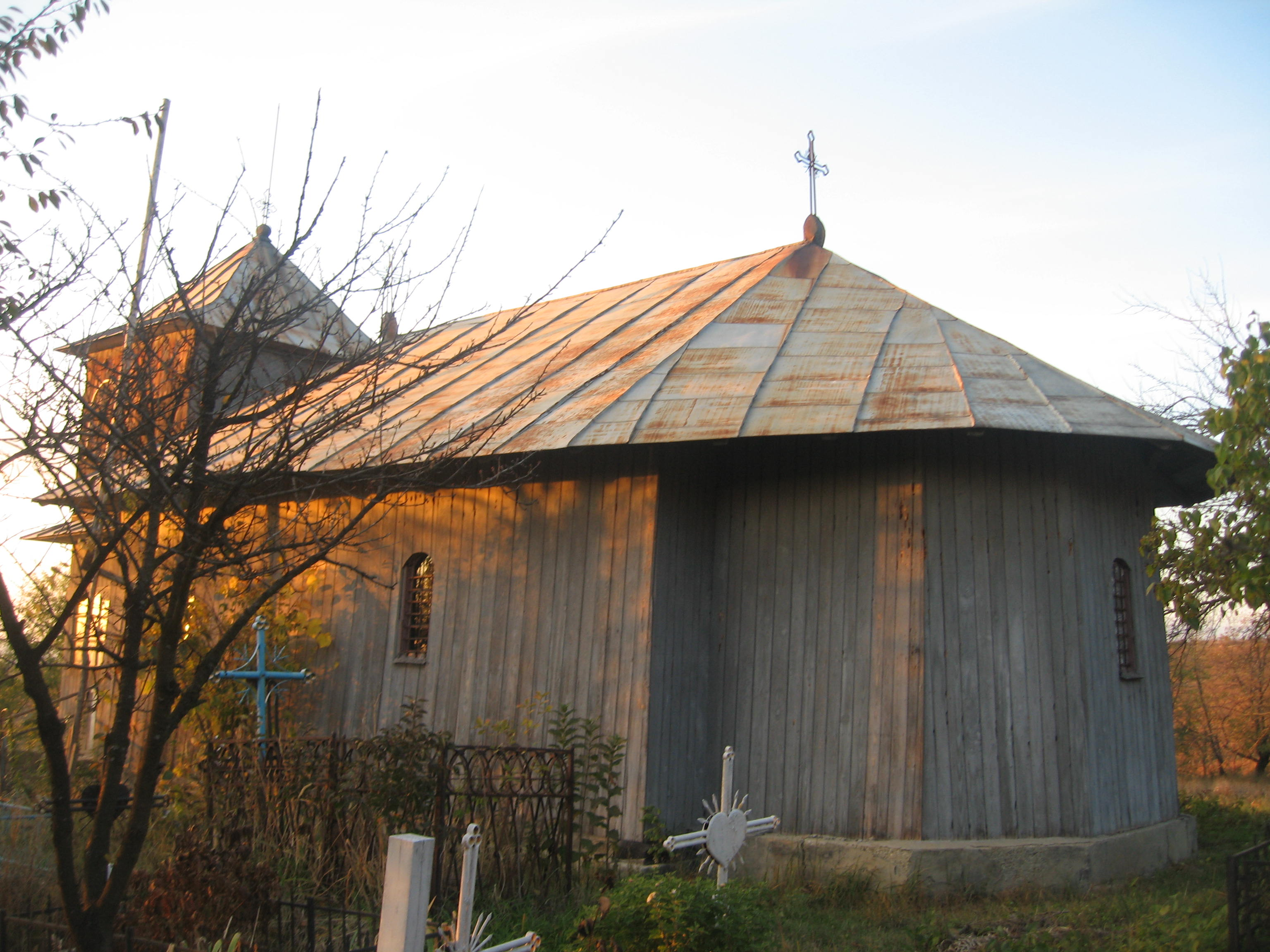
Biserica văzută dinspre sud-est
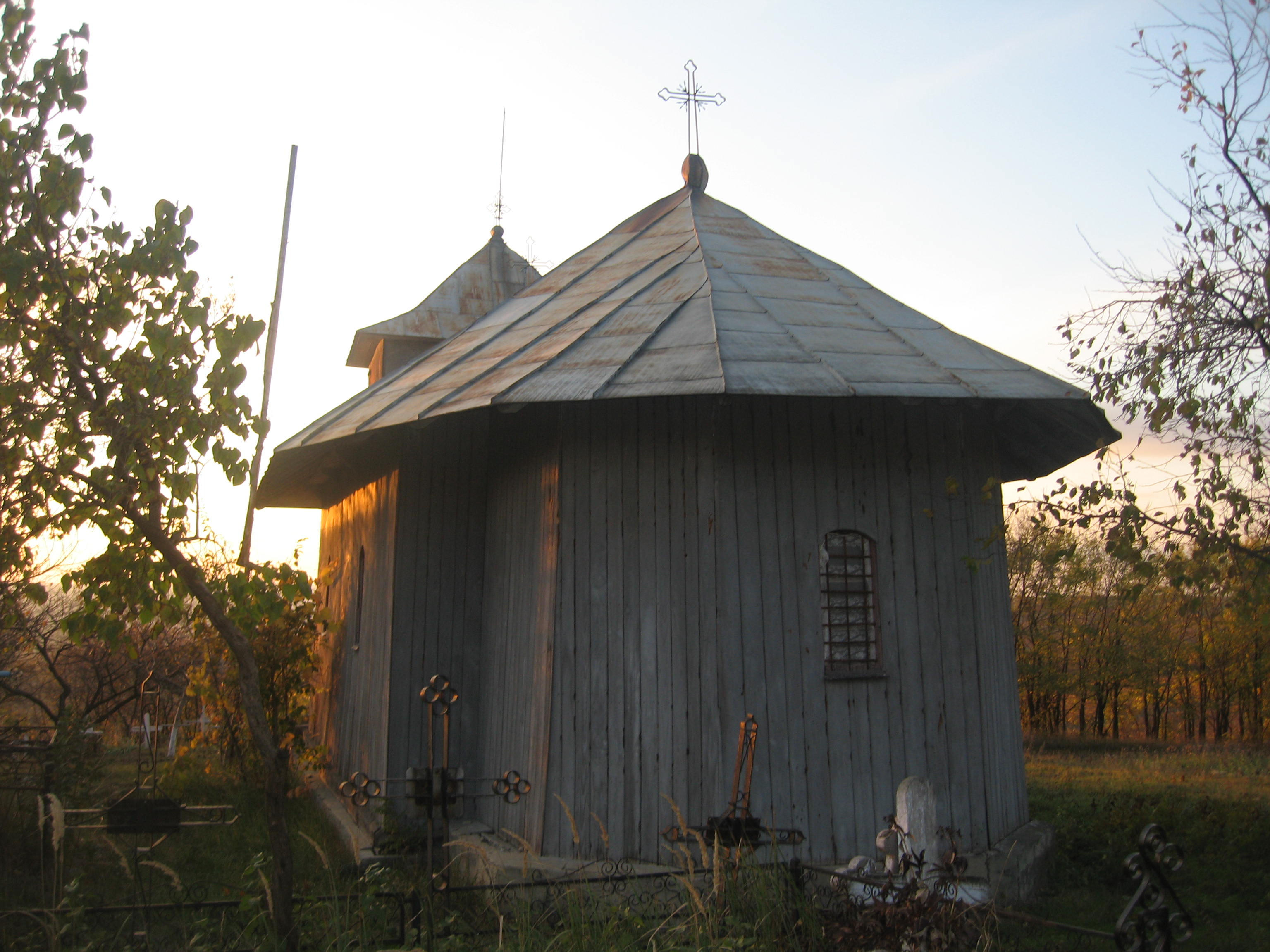
Absida altarului
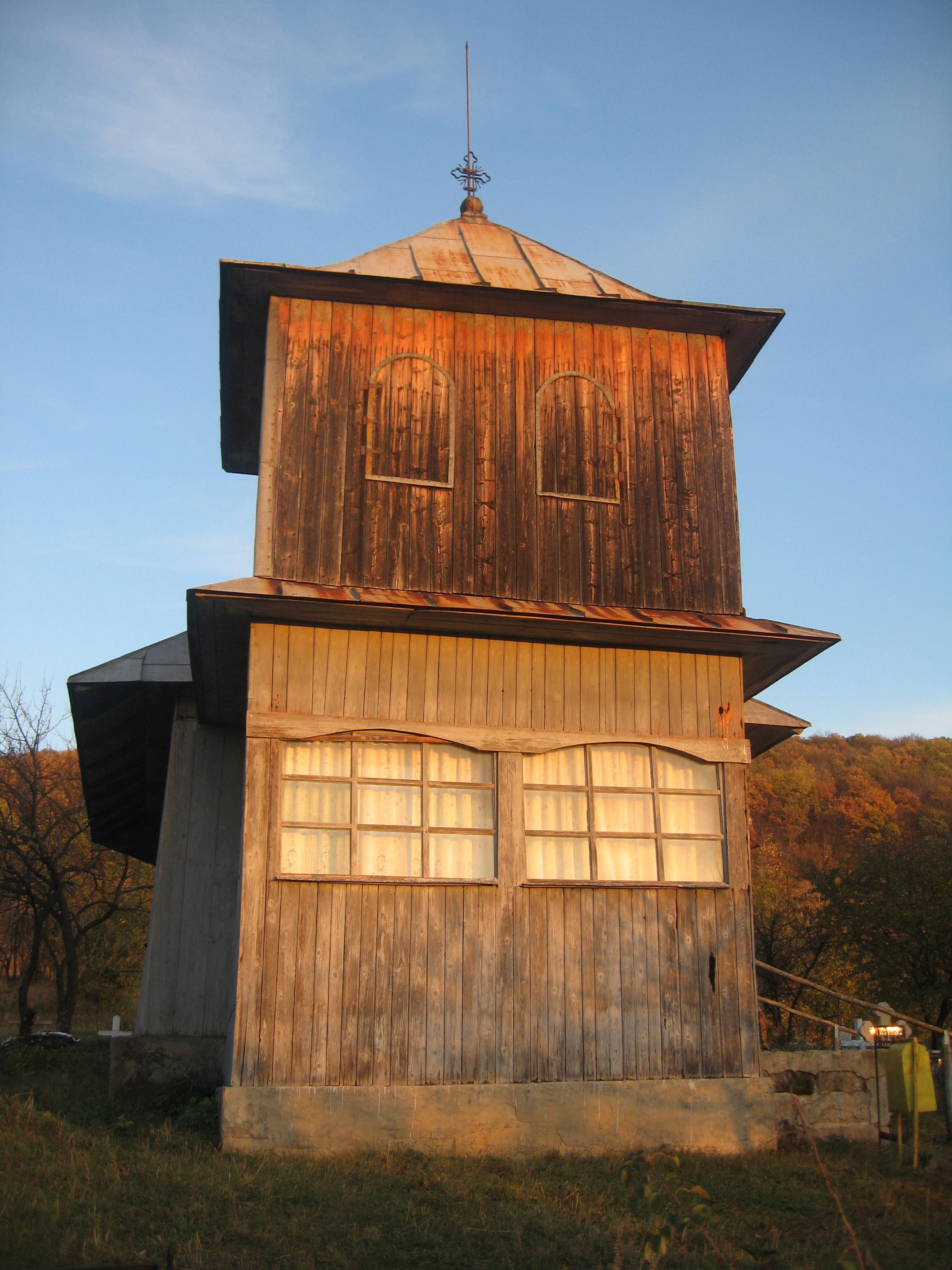
Clopotniţa
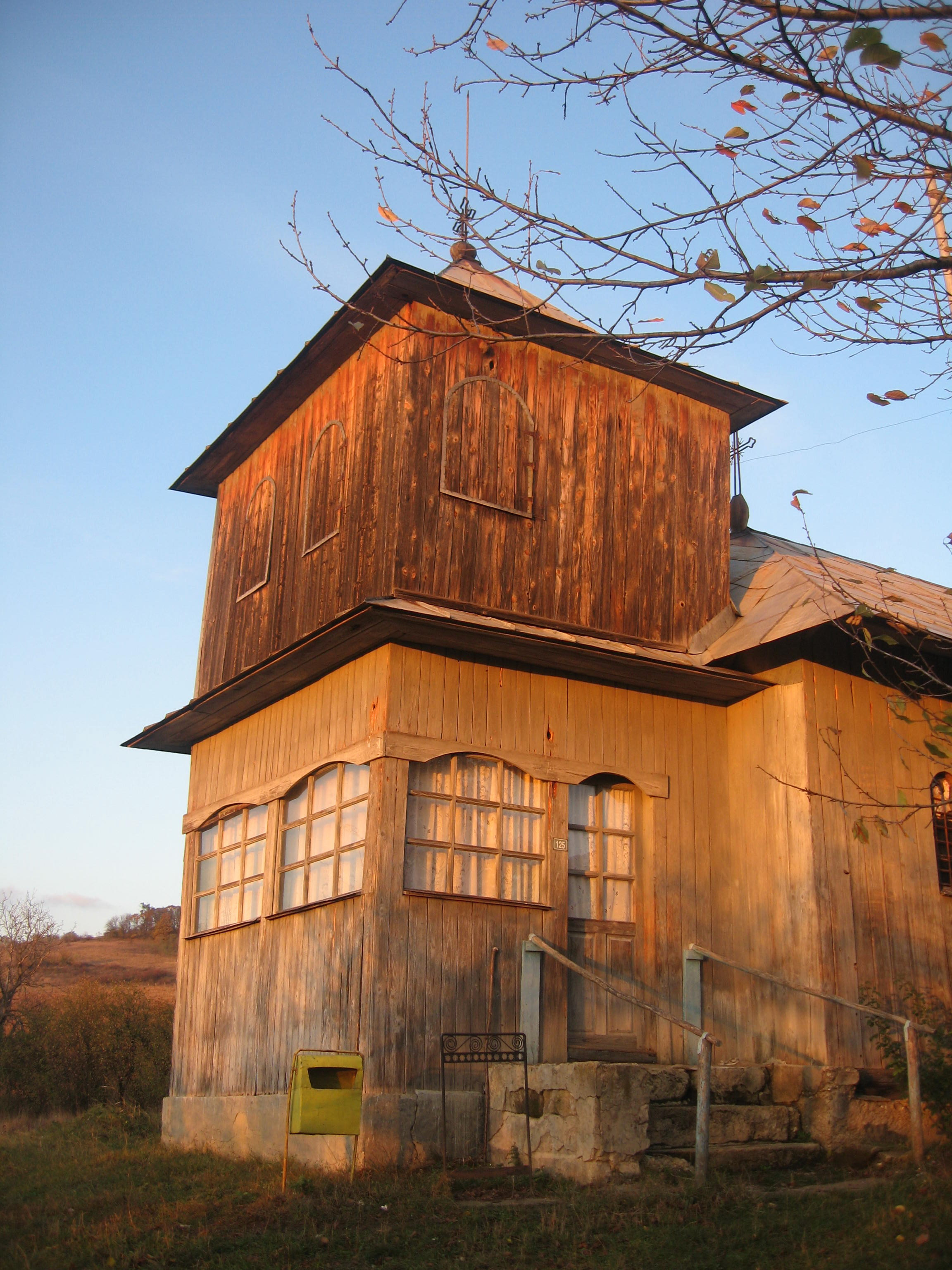
Clopotniţa
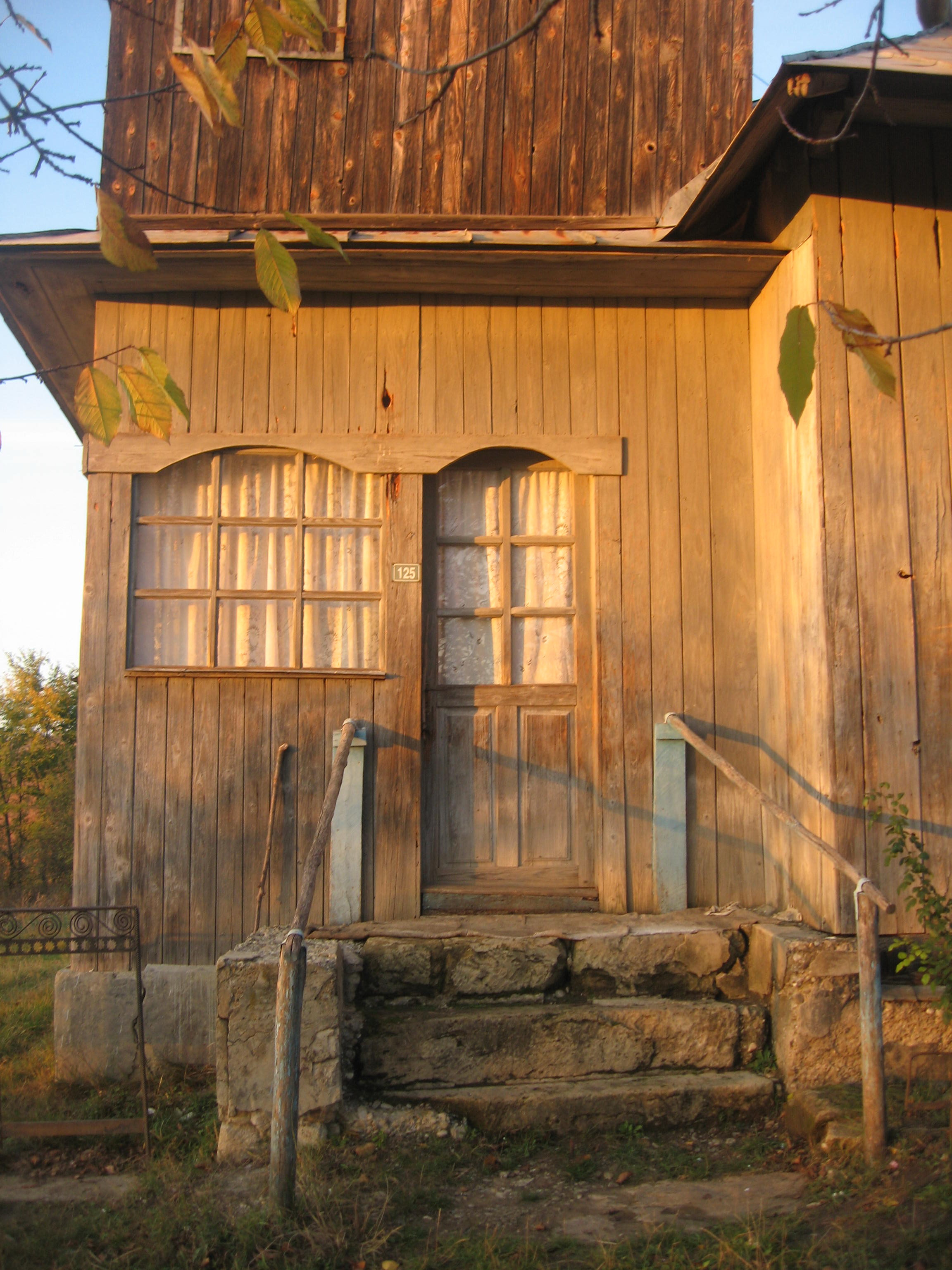
Intrarea în biserică
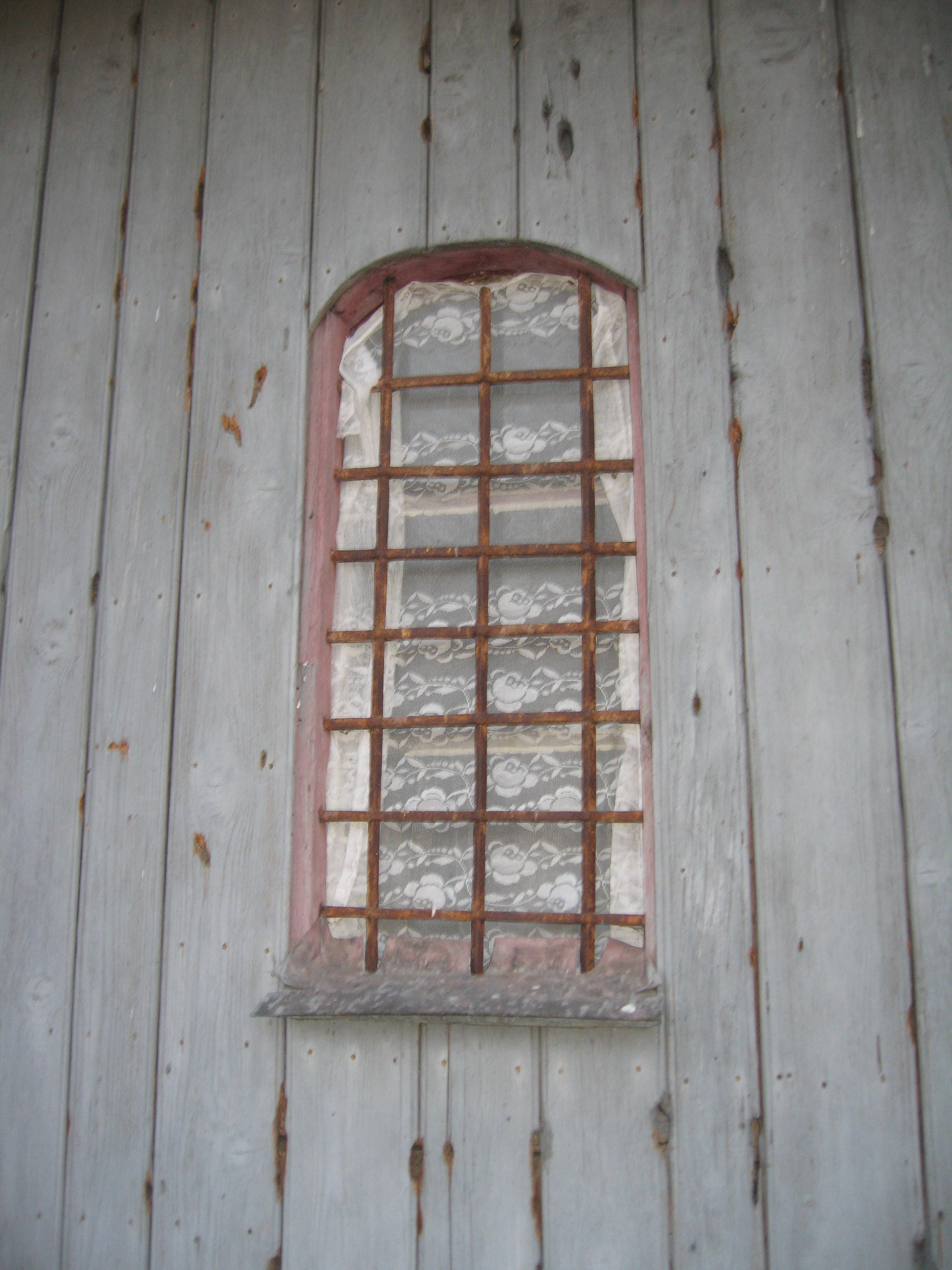
Fereastră
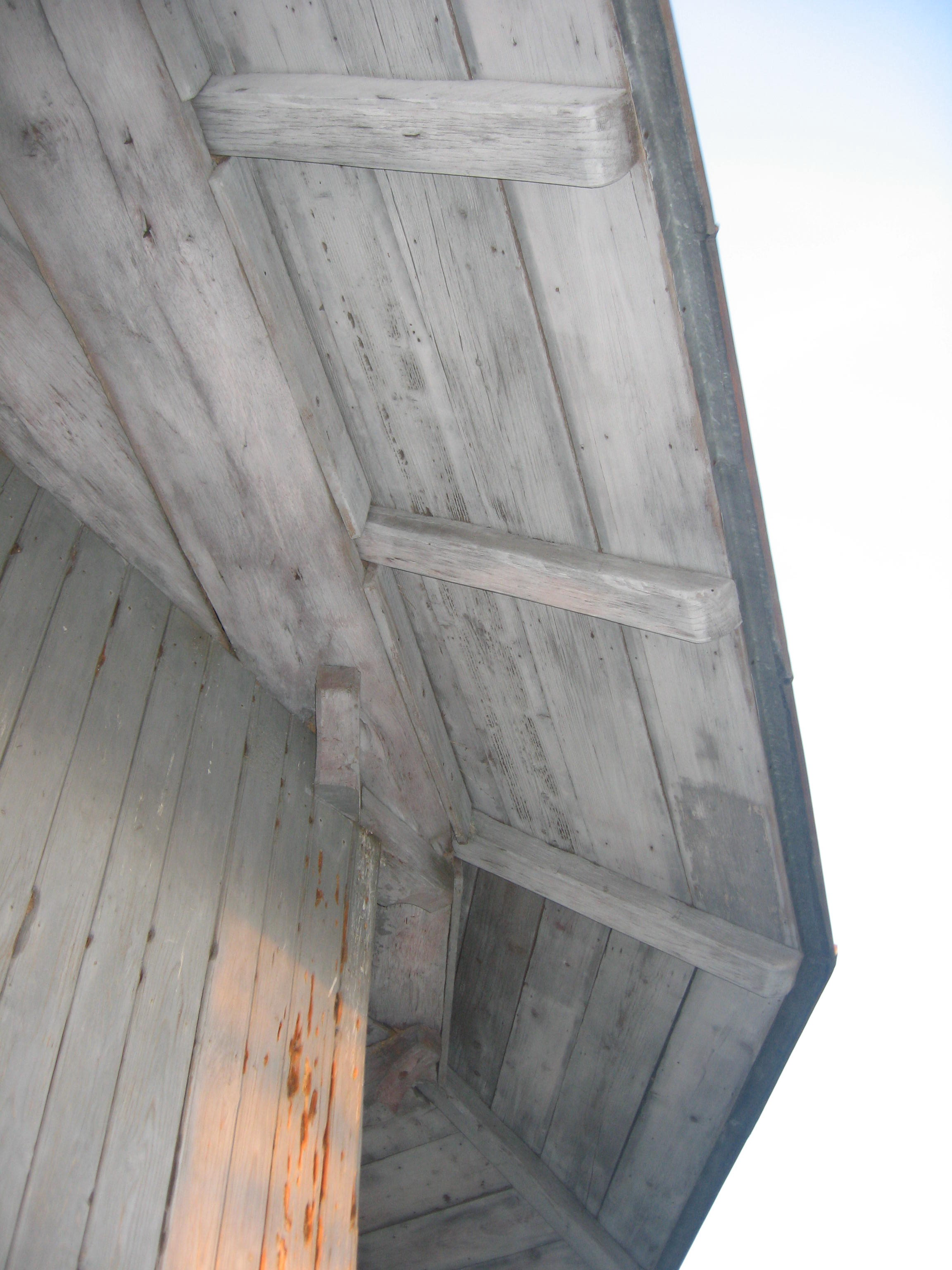
Cosoroabă